# توک مزرعه
تُکْ مزرعه یا تُوکْ مزرعه یکی از محله‌های شهر لواسان در شهرستان شمیرانات در استان تهران است. این محله در بلندا و دامنه کوه ورجین قرار گرفته‌است که به همراه محلهٔ مجاورش، اصطلک، مرتفع‌ترین محله‌های شهر لواسان هستند و در ارتفاع بالای دو هزار متر از سطح دریا قرار دارند.

## نام
بسیاری از مناطق کوهستانی که در ارتفاعات و بلندی‌های بخش لواسانات واقع شده‌اند، در گویش محلی مردم این منطقه توک یا توکه خوانده می‌شود که به معنای نوک یا بلندی است و نمونه آن در چند نقطه شهر، در حوالی سد لتیان در محله‌های نجارکلا، ناران و کلاک همچنان با این اسامی مشهور هستند. محله مسکونی توک مزرعه که در بلندای کوه ورجین قرار گرفته و در گذشته نیز دارای مزارع و باغ‌های مرتفع بوده، به همین صورت توک مزرعه نامگذاری شده‌است. در باب نام این محله در کتاب طرائق الحقایق بدین صورت تصریح شده‌است: تُک مزرعه به ضم تاء قرشت و سکون کاف تازی.

## خیابان‌ها
- خیابان ورجین یکم
- خیابان ورجین دوم
- خیابان مشهدی‌حسینی
- خیابان ماهان
- کوچه شبنم
- کوچه نیلوفر

## مدفونان سرشناس
- عباس کیارستمی[۲]
- مهدیه الهی قمشه‌ای
- حمیده رضوی